# Felipe Pezzoni
Felipe Pezzoni (Salvador, 9 de setembro de 1984) é um cantor brasileiro. Desde 2013 é vocalista da Banda Eva.

## Carreira
Em 2003 começou a carreira profissionalmente ao assumir os vocais da banda Melaço de Cana e, no ano seguinte, migrou para a Colher de Pau. Entre 2006 e 2010 foi vocalista do Capitão Axé, quando teve a oportunidade de abrir grandes eventos em todo o país. Em maio de 2010 deixou o grupo para formar o Mil Verões. Em outubro de 2012 Saulo Fernandes anunciou que deixaria a Banda Eva após o Carnaval de 2013 e Felipe foi convidado para assumir os vocais, fazendo sua estreia em fevereiro de 2013.

## Discografia

### Singles
Como artista convidado
| Título                                                 | Ano  | Álbum                         |
| ------------------------------------------------------ | ---- | ----------------------------- |
| "Ela É Só Dela" (Wagner Simão part. Felipe Pezzoni)    | 2018 | Não adicionado à nenhum álbum |
| "Podia Dar Certo" (Jeito Moleque part. Felipe Pezzoni) | 2019 | Amo Noronha                   |

### Outras aparições
| Título       | Ano  | Outros artistas | Álbum                    |
| ------------ | ---- | --------------- | ------------------------ |
| "Fim de Ano" | 2014 | Cheiro de Amor  | Cheiro de Amor nas Águas |
| "O Groove"   | 2015 | Virou Bahia     | Sonhos Amores Canções    |